# ¡Martita!
¡Martita! es una serie española de televisión por internet de comedia escrita por Oriol Jara y dirigida por Irene Moray para la sección Flooxer de Atresplayer. Está producida por YouPlanet Pictures y protagonizada por Martita de Graná, Maru Candel, José Corbacho, Roger Batalla, Marta Aguilar y Mariola Fuentes. Se estrenó en Atresplayer el 7 de septiembre de 2023.

## Trama
Martita de Graná, cómica que saltó a la fama por sus vídeos durante el confinamiento, llega a Barcelona para terminar su gira de monólogos, pero está cansada de repetir siempre los mismos chistes. Aprovecha este cambio de aires para darle un giro a su humor, pero no termina de encajar con la juventud catalana más hípster. Lo que no esperaba era tener que compartir a su mejor amiga Amparo con Idoia, la influencer de moda, que nunca pierde su oportunidad para dejarla en mal lugar. Por suerte, cuenta con la ayuda de Cesc, su compañero de piso en Barcelona, con el que comparte algo más que el interés por la comedia.

## Reparto
- Martita de Graná como Martita[3]
- Maru Candel como Amparo[3]
- José Corbacho como Avelino[3]
- Roger Batalla como Cesc[3]
- Marta Aguilar como Idoia[3]
- Mariola Fuentes como Mari Luz[3]

## Capítulos
| N.º | Título       | Dirigido por | Escrito por | Fecha de lanzamiento original |
| --- | ------------ | ------------ | ----------- | ----------------------------- |
| 1   | «Capítulo 1» | Irene Moray  | Oriol Jara  | 7 de septiembre de 2023       |
| 2   | «Capítulo 2» | Irene Moray  | Oriol Jara  | 7 de septiembre de 2023       |
| 3   | «Capítulo 3» | Irene Moray  | Oriol Jara  | 7 de septiembre de 2023       |
| 4   | «Capítulo 4» | Irene Moray  | Oriol Jara  | 7 de septiembre de 2023       |
| 5   | «Capítulo 5» | Irene Moray  | Oriol Jara  | 7 de septiembre de 2023       |
| 6   | «Capítulo 6» | Irene Moray  | Oriol Jara  | 7 de septiembre de 2023       |

## Producción
El 6 de julio de 2023, Atresmedia y YouPlanet Pictures anunciaron que habían iniciado en Barcelona el rodaje de una nueva serie para la sección Flooxer de Atresplayer, ¡Martita!, protagonizada por la cómica e influencer Martita de Graná como una versión semi-ficcionalizada de sí misma. Aparte de Graná, Maru Candel, José Corbacho, Roger Batalla, Marta Aguilar y Mariola Fuentes también fueron confirmados como parte del reparto protagonista.

## Lanzamiento
El 28 de agosto de 2023, Atresplayer anunció que estrenaría las series ¡Martita!, Entre tierras y Déjate ver en su plataforma a partir de septiembre. El 31 de agosto de 2021, tan solo tres días después, la plataforma sacó el tráiler y póster de la serie y programó su estreno completo de pago para el 7 de septiembre de 2023.